# Bruno Baresi
Bruno Baresi (Rovato, 1948) è un cantante italiano.

## Biografia
A partire dal 1964 comincia ad esibirsi nei night e nelle balere della costa con un repertorio moderno e all'avanguardia. Due anni dopo, in pieno periodo beat, firma il suo primo contratto discografico per la piccola etichetta Metropol. Incide il brano Ora ci sei tu, molto apprezzato dal pubblico giovanile.
Nel biennio 1967-1968 registra i 45 giri Campagnano bella e Sei rimasto a mani vuote dopodiché firma un nuovo contratto con l'etichetta City Record per incidere il brano L'ultima nota, cui segue Non hai pianto per me e Scoppierà il sole. Nello stesso anno concorre alla XVI edizione del Festival di Napoli in duetto con Don Franco e l'accompagnamento del complesso The Brothers. L'insolito gruppetto presenta, doppiato da Mario Da Vinci, il brano Nun voglio vivere accussì, di chiara matrice beat, che non si qualifica per la serata finale.
L'anno seguente incide A pagina 26, brano che non ottiene i favori del pubblico nonostante sia apprezzato dalla critica. Contemporaneamente intraprende numerose tournée nelle maggiori sale da ballo e night d'Italia dopodiché, nel 1971, lascia la City Record per approdare alla piccola etichetta Radio Record per registrare il brano Chiaro di luna. Dopo questa parentesi, nel 1972 partecipa al Festival di Pesaro con il motivo Il mondo gira come vuole.
Successivamente, nonostante il calo di popolarità, continua regolarmente a svolgere la sua attività nei night e nelle balere dove propone i suoi successi e numerosi classici della canzone italiana.

## Discografia parziale

### Singoli
- 1967: Ora ci sei tu/Non ho più te (Metropol, MRC 7039)
- 1968: Campagnano bella/Tutti i giorni (Metropol, MRC 7048)
- 1968: Sei rimasto a mani vuote/Ti sto cercando (Metropol, MRC 7051)
- 1968: L'ultima nota/Se sei stanco di correre (City Record, C 6193)
- 1968: Tutti i giorni/Tanto per dire qualcosa (City Record, C 6196; con The Brothers)
- 1968: Nun voglio vivere accussì/Nun è felicità (City Record, C 6202; lato A cantato con Don Franco e The Brothers)
- 1968: Scoppierà il sole/Tu sola per me (City Record, C 6205)
- 1969: A pagina 26/Io che (City Record, C 6218)
- 1972: Il mondo gira come vuole/... e stai dormendo come un angelo (Las Vegas, LVS 1059)